# Rhus gracilipes
Rhus gracilipes là một loài thực vật có hoa trong họ Đào lộn hột. Loài này được Exell miêu tả khoa học đầu tiên năm 1928.